# Костюм химической защиты
Костюм химической защиты (химкостюм, англ. Hazmat suit) — комплект средств индивидуальной защиты кожных покровов, защищающий тело человека от факторов, возникающих при перевозке опасных грузов на судах, железнодорожном, автомобильном, авиационном транспорте, в местах складирования и перевалки грузов, на предприятиях химической и нефтеперерабатывающей промышленности, а также во всех случаях, когда возникает угроза воздействия растворов кислот и щелочей, сырой нефти и нефтепродуктов, органических растворителей, пылевидных токсичных частиц и других опасных для жизни человека веществ.

## Состав комплекта
В стандартный состав любого костюма химической защиты (общевойскового костюма и костюма химической защиты гражданского назначения) входят:
- комбинезон
- рукавицы
- сапоги

обеспечивающие своими техническими возможностями максимально возможное противодействие агрессивной химической внешней среде.